# Croix Catherine
La Croix Catherine est située, près de l'église du bourg de la commune de  Saint-Marcel dans le Morbihan.

## Historique
La Croix Catherine fait l’objet d’une inscription au titre des monuments historiques depuis le 6 juin 1933.

## Architecture
Le fut original de la croix Catherine qui était érigée sur l'ancien chemin de Sérent, a disparu.
Seule la bannière a été sauvée.